# 전라남도나주교육지원청
전라남도나주교육지원청(全羅南道羅州敎育支援廳, Naju Office of Education)은 전라남도 나주시를 관할하는 전라남도교육청 산하 교육지원청이다.
교육장은 장학관으로 보한다.

## 기관 연혁
- 2017. 09. 01 29대 교육장 서춘기 부임
- 2010. 09. 01 전라남도교육청 행정기구 설치 조례 시행규칙(제3387호, 2010.8.27.)개정에 의거 지방교육행정기관 조직개편 (교육청 →교육지원청, 관리과→행정지원과, 교육과→교육지원과)
- 2006. 09. 17 나주영어타운 오픈
- 2004. 03. 24 전라남도 나주영재교육원 개원
- 1991. 03. 26 나주시교육청에서 전라남도나주교육청으로 명칭 변경(지방교육자치에관한법률 시행(법률 제 4347호))
- 1989. 11. 25 나주시 송월동 1103-1번지 나주시교육청사 준공식
- 1989. 07. 27 나주시 송월동 1103-1번지 나주시교육청 신청사로 이전
- 1986. 03. 01 나주시교육청으로 개명(대통령령 제11861호)
- 1981. 07. 01 금성시교육청으로 개명(대통령령 제10386호)
- 1965. 10. 18 나주읍 성북동 60-2번지에 2층 신청사 준공 이전
- 1964. 05. 06 임명제 초대 교육장 오중열 부임
- 1964. 01. 01 나주군 교육청 발족(교육자치제 부활), 나주읍 중앙동 29-1번지에 청사를 둠
- 1952. 06. 04 나주군 교육구청 발족 (법률 제86호), 초대 민선 교육감 김병남 부임

## 산하 기관

### 유치원
| - 나주이화유치원 - 한아름유치원 - 빛누리유치원 - 라온유치원 - 다야유치원 - 도담유치원 - 빛그린유치원 | - 까리따스성모유치원 - 동산유치원 - 한빛유치원 |

### 초등학교
| - 공산초등학교 - 금천초등학교 - 나주북초등학교 - 나주중앙초등학교 - 나주초등학교 - 남평초등학교 | - 노안남초등학교 - 노안초등학교 - 다도초등학교 - 다시초등학교 - 동강초등학교 - 문평초등학교 | - 반남초등학교 - 봉황초등학교 - 빛가람초등학교 - 산포초등학교 - 세지초등학교 - 양산초등학교 | - 영강초등학교 - 영산포초등학교 - 왕곡초등학교 - 빛누리초등학교 - 라온초등학교 - 한아름초등학교 |

### 중학교
| - 금성중학교(사립 남학교) - 나주공산중학교 - 나주금천중학교 - 나주다시중학교 | - 나주동강중학교 - 나주문평중학교 - 나주반남중학교 - 나주봉황중학교 | - 나주중학교 - 남평중학교 - 다도분교 - 노안중학교 | - 매성중학교 - 빛가람중학교 - 세지중학교 - 영산중학교(사립 남학교) - 영산포여자중학교(공립 여학교) |

### 고등학교 (남녀공학 전환)
| - 나주고등학교 - 나주상업고등학교 - 전남미용고등학교 - 전남외국어고등학교 | - 호남원예고등학교 - 전남과학고등학교 - 봉황고등학교 - 매성고등학교 | - 금성고등학교 - 광남고등학교 - 나주공업고등학교 - 영산고등학교 |